# Lepidium flavum
Lepidium flavum är en korsblommig växtart som beskrevs av John Torrey. Lepidium flavum ingår i släktet krassingar, och familjen korsblommiga växter. Inga underarter finns listade i Catalogue of Life.

## Bildgalleri

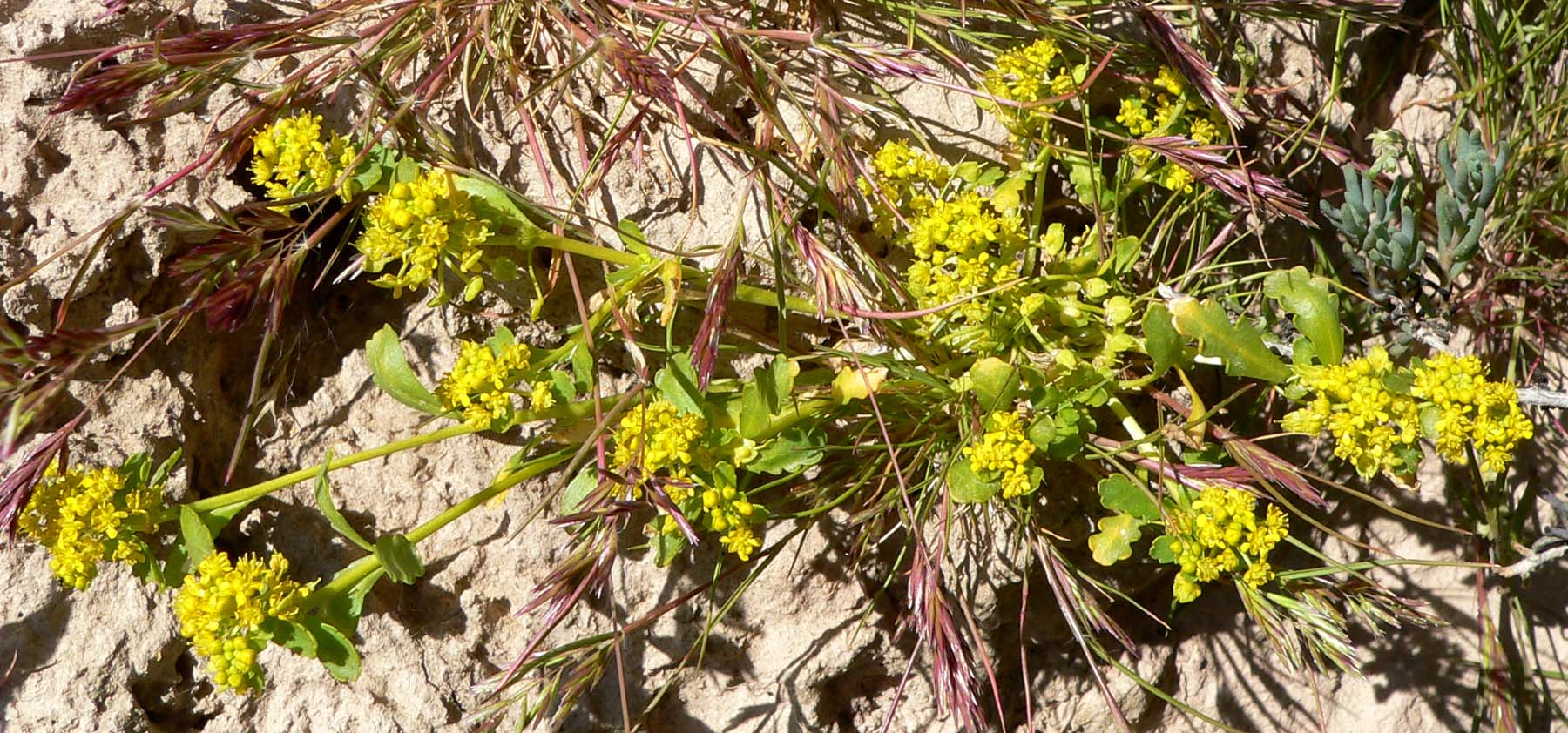
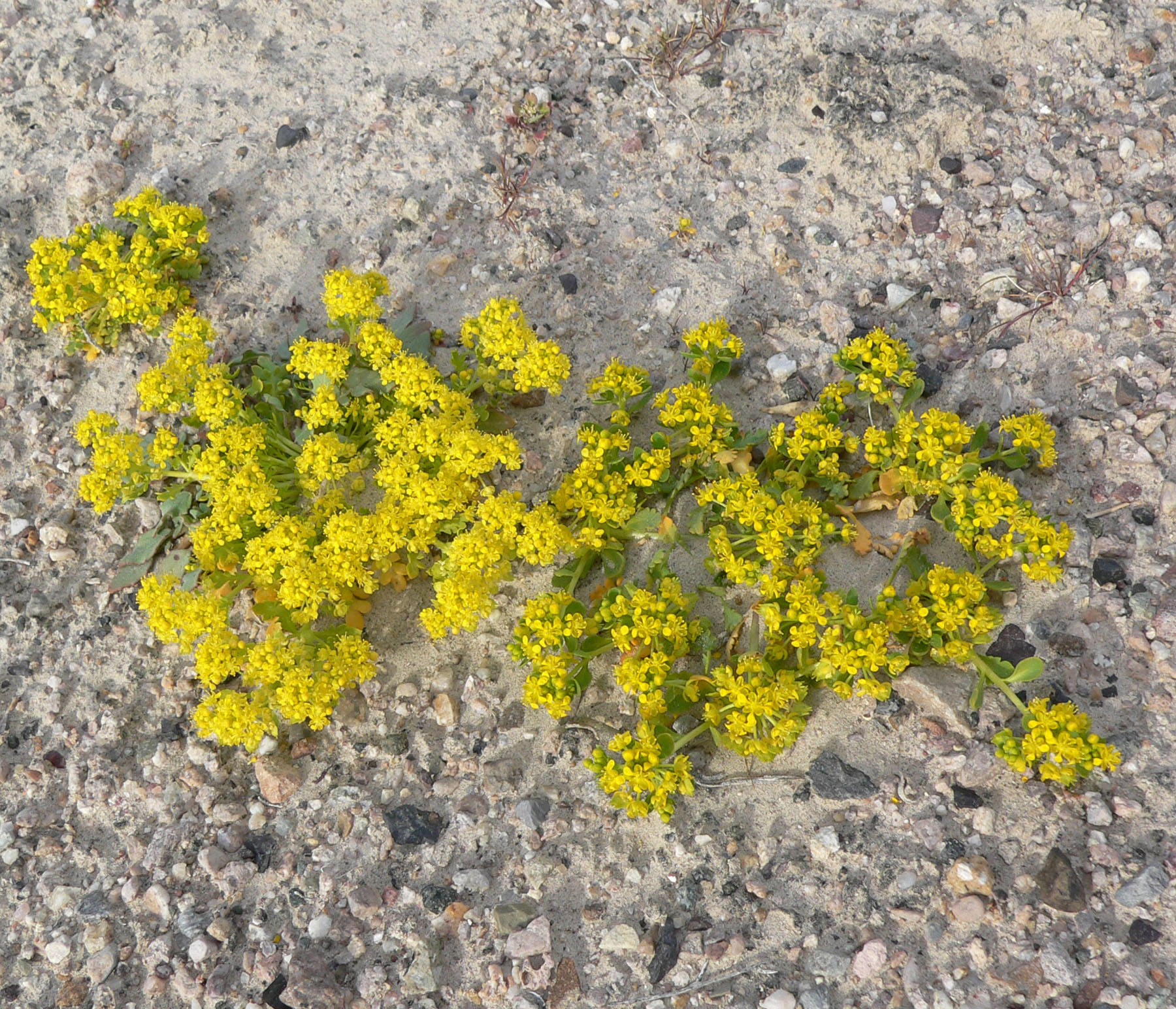
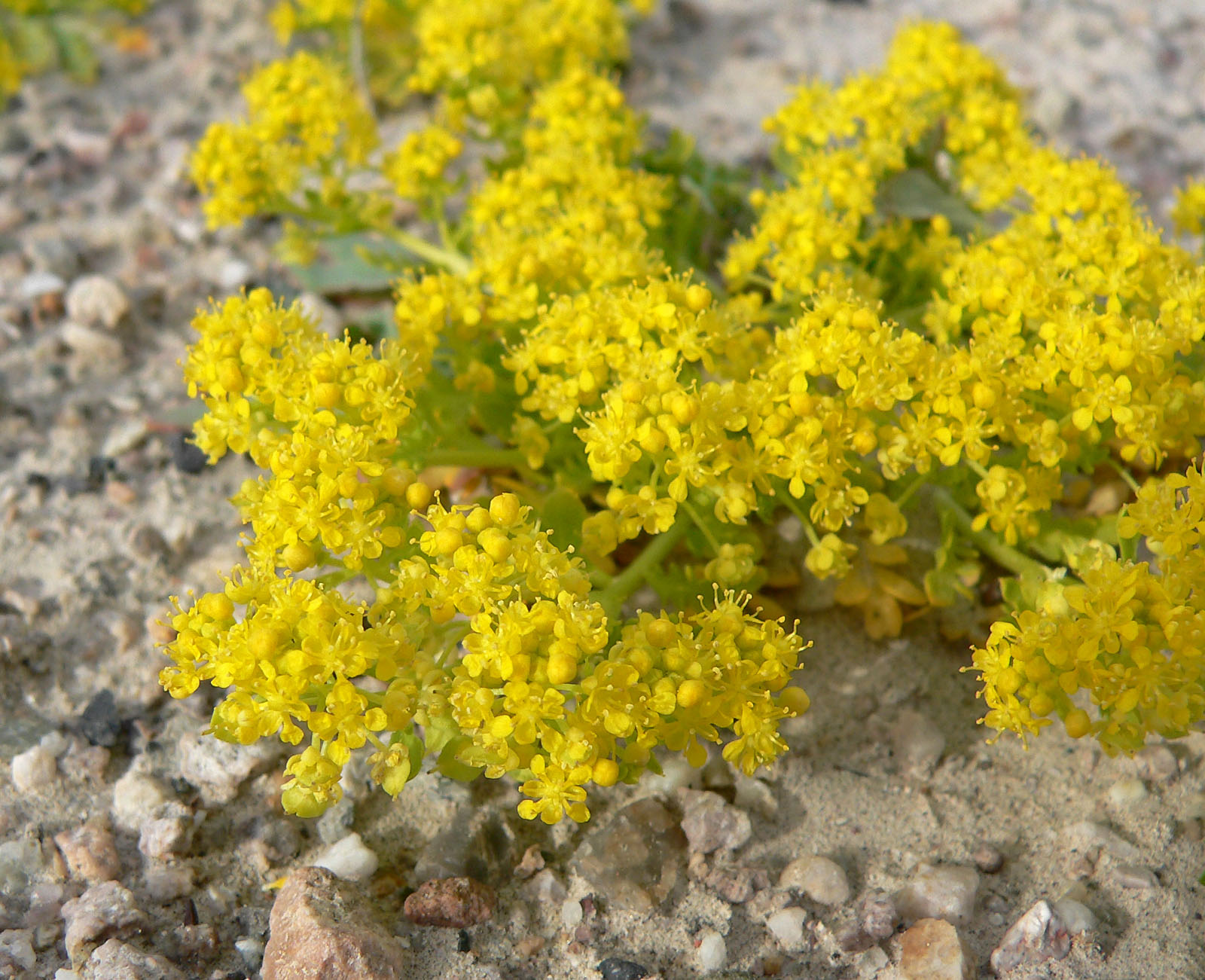
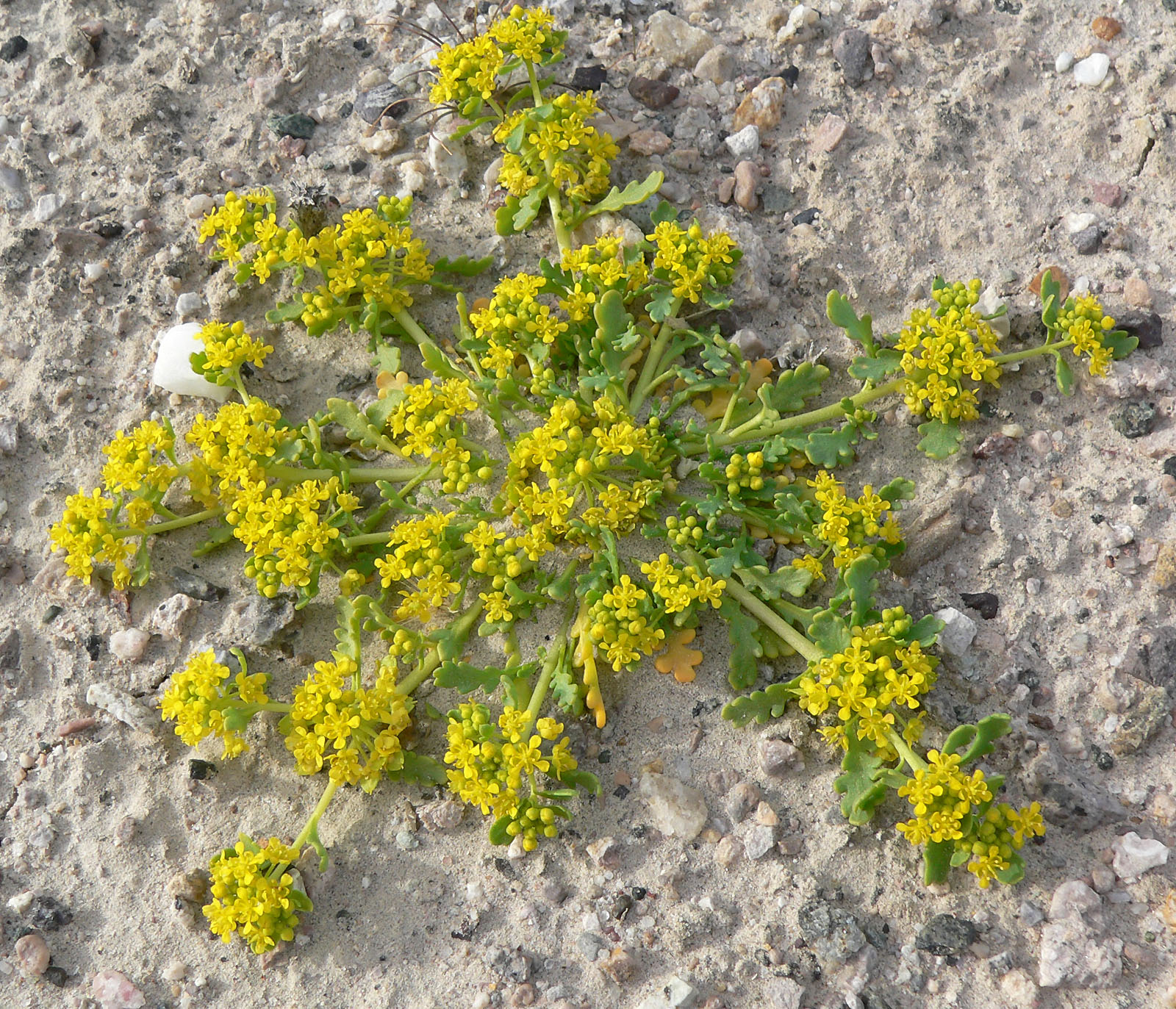
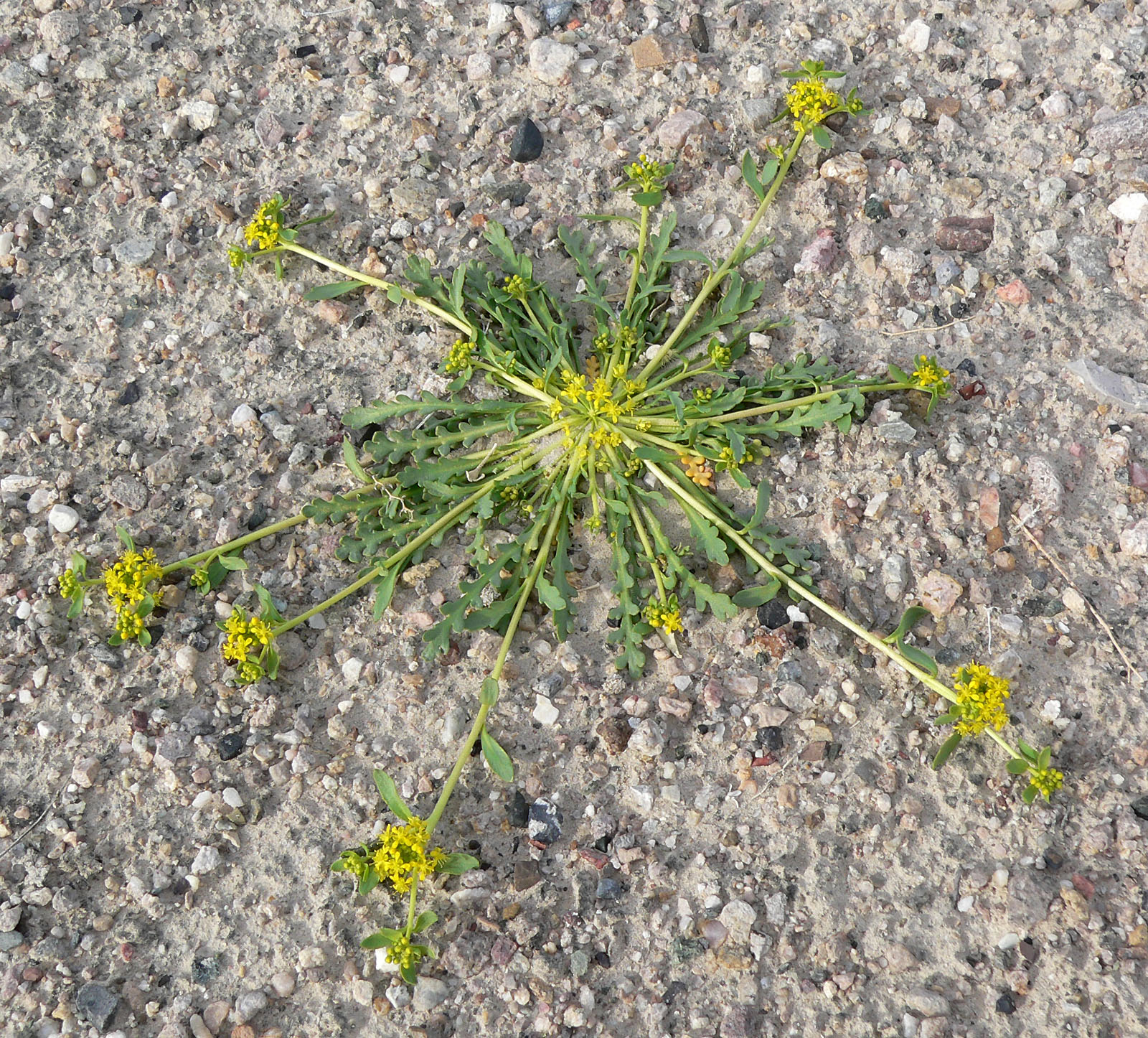
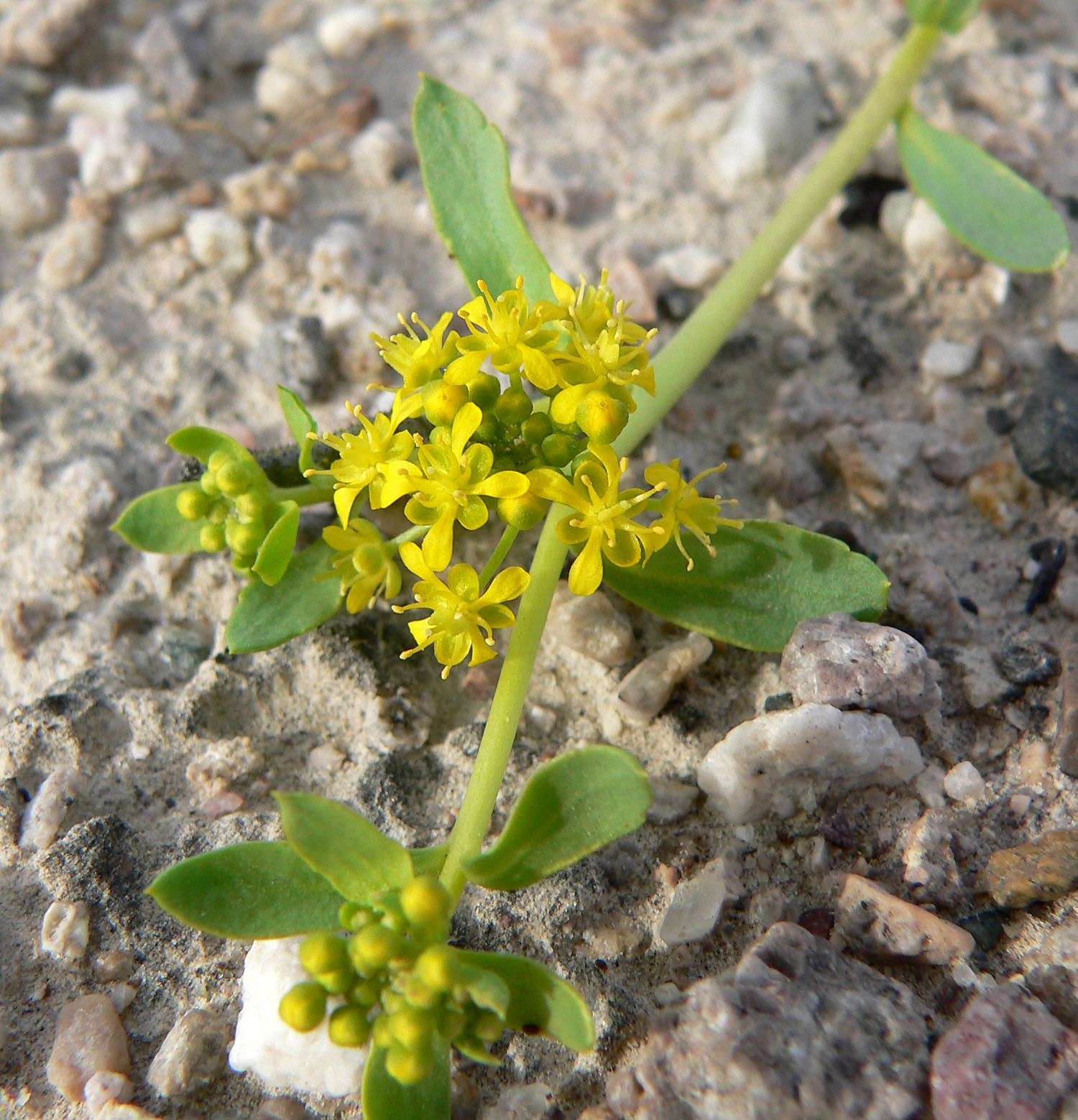